# Deinodon
Deinodon ("dents terribles") és el nom assignat a unes dents de tiranosàurid del Cretaci superior. Van ser trobades a Montana pel paleontòleg Joseph Leidy l'any 1856. Tot i que sembla que aquestes dents fòssils van pertànyer al dinosaure que més tard es va identificar com a Gorgosaurus libratus, és impossible distingir entre diferents espècies de tiranosàurids basant-se únicament en les característiques de les dents, així doncs Deinodon actualment es considera un nomen dubium - un nom científic dubtós de poc ús.

## Taxonomia
Tipus:
- Deinodon horridus Leidy, 1856; (el tipus és una única dent de Montana) inclou Aublysodon horridus, Gorgosaurus horridus i Megalosaurus horridus, nomen dubium inclòs amb Albertosaurus libratus.

Altres espècies:
- D. amplus (Marsh, 1892/Hay, 1902); nomen dubium inclòs amb Stygivenator amplus.
- D. arctunguis (Parks, 1928/Kuhn, 1939); included with Albertosaurus arctunguis.
- D. cristatus (Cope, 1877/Osborn, 1902); nomen dubium inclòs amb Troodon cristatus.
- D. cristatus (Marsh, 1892/Hay, 1902); inclòs amb Stygivenator cristatus.
- D. explanatus (Cope, 1876/Lambe, 1902); nomen dubium inclòs amb Paronychodon explanatus.
- D. falculus (Cope, 1876/Osborn, 1902); nomen dubium inclòs amb Dromaeosaurus falculus.
- D. grandis (Marsh, 1890/Osborn, 1916 = Ornithomimus grandis i Aublysodon grandis); nomen dubium.
- D. hazenianus (Cope, 1877/Osborn, 1902 = Laelaps hazenianus i Dryptosaurus hazenianus); nomen dubium.
- D. horridus (Leidy, 1856; en part); inclòs amb Aublysodon mirandus.
- D. incrassatus (Cope, 1876/Osborn, 1902; incloent Laelaps incrassatus i Albertosaurus incrassatus); nomen dubium.
- D. kenabekides (Hay, 1899/Olshevsky, 1995 = Dryptosaurus kenabekides); nomen dubium.
- D. laevifrons (Cope, 1877/Osborn, 1902); nomen dubium inclòs amb Dromaeosaurus laevifrons.
- D. lancensis (Gilmore, 1946, Kuhn, 1965); inclòs amb Nanotyrannus lancensis.
- D. lancinator (Maleev, 1955/Kuhn, 1965); inclòs amb Jenghizkhan bataar o Tarbosaurus bataar.
- D. lateralis (Cope, 1876/Hay, 1902; = Aublysodon lateralis i Dromaeosaurus lateralis) és un nomen dubium.
- D. libratus (Lambe, 1914/Matthew i Brown, 1922); inclòs amb Gorgosaurus libratus.
- D. novojilovi (Maleev, 1955/1964); inclòs amb Maleevosaurus novojilovi.
- D. periculosus (Riabinin, 1930/Kuhn, 1965); inclòs amb Tarbosaurus periculosus.
- D. sarcophagus (Osborn, 1905/Matthew i Brown, 1922); inclòs amb Albertosaurus sarcophagus.
- D. sternbergi (Matthew and Brown, 1923/Kuhn, 1965); inclòs amb Gorgosaurus libratus.